# Manuel Sanguinetti
Manuel Sanguinetti – piłkarz urugwajski, obrońca.
Jako piłkarz River Plate Montevideo wziął udział w turnieju Copa América 1939, gdzie Urugwaj został wicemistrzem Ameryki Południowej. Sanguinetti zagrał we wszystkich czterech meczach - z Ekwadorem, Chile, Paragwajem (w 85 zmienił go Félix Zaccour) i Peru (w 84 zmienił go Félix Zaccour).
Po mistrzostwach kontynentalnych Sanguinetti przeniósł się do Argentyny, gdzie w latach 1939–1944 grał w klubie CA Independiente. Razem z Independiente w 1939 roku zdobył tytuł mistrza Argentyny. Łącznie rozegrał w tym klubie 82 mecze.
Od 12 października 1938 roku do 12 lutego 1939 roku Sanguinetti rozegrał w reprezentacji Urugwaju 5 mrczów i nie zdobył żadnej bramki.